# Мухоловка краплистовола
Мухоло́вка краплистовола (Muscicapa boehmi) — вид горобцеподібних птахів родини мухоловкових (Muscicapidae). Мешкає на півдні Центральної Африки. Вид названий на честь німецького зоолога Ріхарда Бьома.

## Опис
Довжина птаха становить 13-14 см. Верхня частина тіла темно-коричнева, нижня частина тіла біла, поцяткована чіткими темними плямами трикутної форми.

## Поширення і екологія
Краплистоволі мухоловки мешкають на півдні Демократичної Республіки Конго, в Анголі, Замбії, Малаві і Танзанії. Вони живуть в лісистих саванах міомбо.